# シクロヘキサノンデヒドロゲナーゼ
シクロヘキサノンデヒドロゲナーゼ(cyclohexanone dehydrogenase)は、次の化学反応を触媒する酸化還元酵素である。
シクロヘキサノン + 受容体 {\displaystyle \rightleftharpoons } 2-シクロヘキセノン + 還元型受容体
反応式の通り、この酵素の基質はシクロヘキサノンと受容体、生成物は2-シクロヘキセノンと還元型受容体である。
組織名はcyclohexanone:acceptor 2-oxidoreductaseで、別名にcyclohexanone:(acceptor) 2-oxidoreductaseがある。